# Castelo Lee

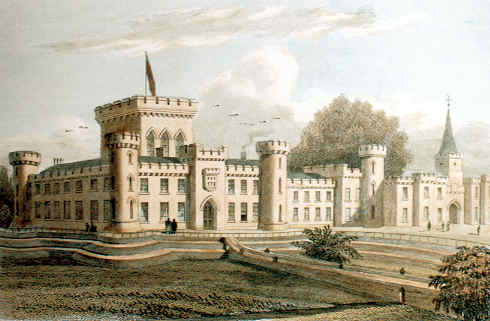
Desenho de John Preston Neale em 1830 do Castelo Lee, Escócia

O Castelo Lee também conhecido como The Lee (em inglês:  Lee Castle) é um castelo do século XIX localizado em Lanark, South Lanarkshire, Escócia.

## História
Encontra-se classificado na categoria "B" do "listed building" desde 12 de janeiro de 1971.